# Râul Tutana
Râul Tutana este unul afluent al râului Argeș. 